# Et andet sted
Et andet sted er en dansk kortfilm fra 2006, der er instrueret af Tea Lindeburg efter manuskript af hende selv og Christian Torpe.

## Handling
Der er noget, der ikke stemmer. Noget, der ikke er sket. Noget, der aldrig bliver sagt. En række scener i en bestemt rækkefølge. Kom indenfor.